# Tetsuya Harada

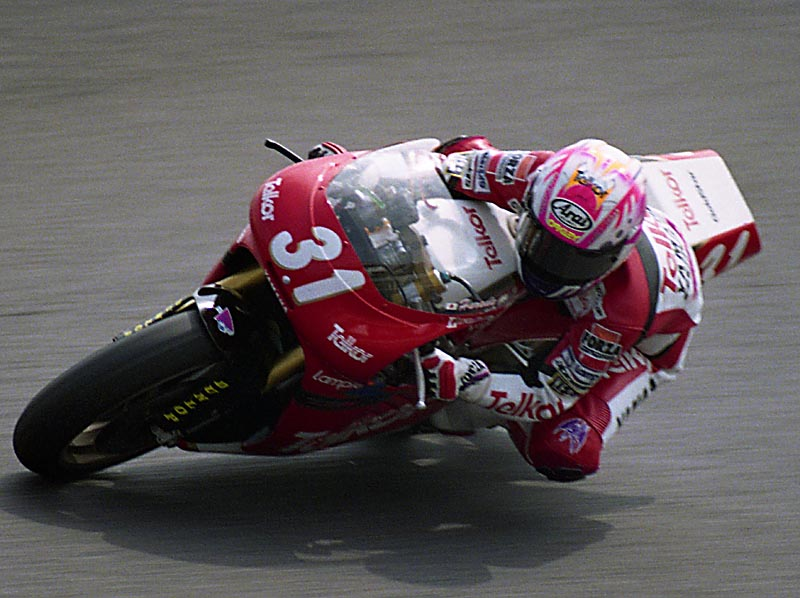
Harada auf Yamaha beim Grand Prix von Japan 1993

Tetsuya Harada (jap. 原田 哲也, Harada Tetsuya; * 14. Juni 1970 in Chiba, Präfektur Chiba, Japan) ist ein ehemaliger japanischer Motorradrennfahrer.
Harada war im Jahr 1993 Weltmeister in der 250-cm³-Klasse der Motorrad-Weltmeisterschaft und errang insgesamt 17 Grand-Prix-Siege. Damit ist er zusammen mit Daijirō Katō der nach Siegen erfolgreichste japanische Fahrer in der Motorrad-Weltmeisterschaft.

## Karriere

### Anfangsjahre
Tetsuya Harada gewann 1988 die japanische 125-cm³-Junior-Meisterschaft und wurde 1990 und 1991 jeweils Zweiter in der japanischen 250-cm³-Meisterschaft hinter Tadayuki Okada. Im Jahr 1992 gewann er in dieser Rennserie den Titel. In diesen drei Jahren nahm Harada außerdem jeweils an den 250-cm³-Grand Prix von Japan im Rahmen der Motorrad-WM teil und qualifizierte sich dort zweimal für die erste Startreihe und fuhr in die Punkteränge.

### 250-cm³-Weltmeisterschaft

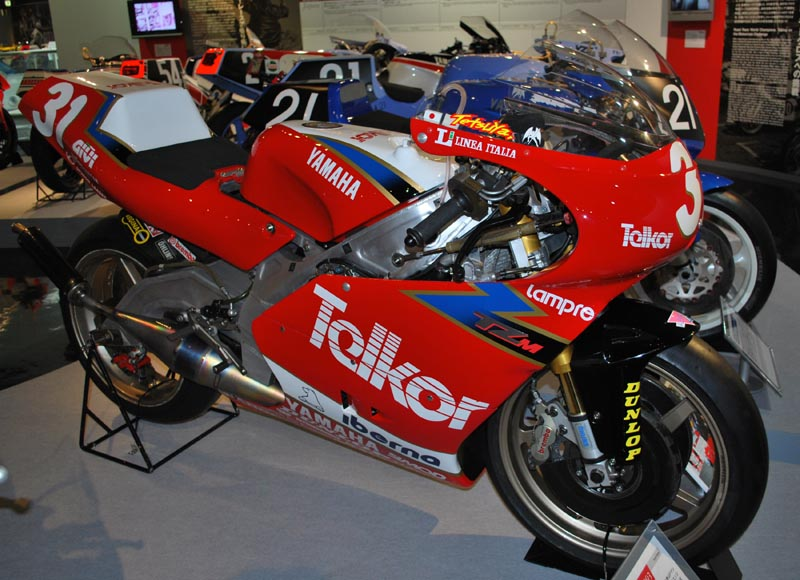
Haradas Weltmeistermaschine von 1993

Seine guten Leistungen verschafften Tetsuya Harada 1993 die Chance, für Yamaha seine erste 250-cm³-WM-Saison zu bestreiten. Mit vier Siegen und 197 Punkten gewann er die Weltmeisterschaft mit nur vier Punkten Vorsprung auf den Italiener Loris Capirossi.
In der Saison 1994 war Harada lange von einer Handgelenkverletzung geplagt und errang mit nur einem Podiumsplatz den siebten Gesamtrang. 1995 kämpfte er lange mit dem Aprilia-Piloten Max Biaggi um den WM-Titel, musste aber mit einem Sieg und acht zweiten Plätzen letztendlich dem Italiener den Vortritt lassen. In der Saison 1996 war Haradas Yamaha der Konkurrenz von Honda und Aprilia leistungsmäßig unterlegen; der Japaner fuhr nur vier Podiumsplätze ein und belegte am Saisonende den achten Gesamtrang.
Dies bewog ihn dazu, für die Saison 1997 Yamaha zu verlassen und bei Aprilia anzuheuern. Er fuhr in dieser Saison in 15 Rennen zwölfmal unter die besten Fünf und gewann drei Rennen. In der WM-Gesamtwertung belegte er mit 235 Punkten den dritten Rang.
In der Saison 1998 fuhr Tetsuya Harada zusammen mit den Italienern Loris Capirossi und Valentino Rossi im Aprilia-Werksteam. Der Japaner fuhr fünf Siege ein und führte lange Zeit die Gesamtwertung an. Auch beim letzten WM-Lauf in Argentinien lag er wenige hundert Meter vor dem Ziel in Führung, und der WM-Titel schien schon ihm zu gehören, als Loris Capirossi in einer Rechtskurve zu einem waghalsigen Überholmanöver ansetzte und Harada von der Strecke schoss. Das Rennen wurde von Valentino Rossi gewonnen, Capirossi belegte den zweiten Platz und war damit Erster in der Gesamtwertung. Nach dem Rennen protestierte Harada, und Capirossi wurde zunächst disqualifiziert, legte jedoch wiederum seinerseits Protest ein, bekam Recht und wurde Weltmeister. Tetsuya Harada belegte dadurch nur den dritten WM-Rang.
Die Saison 2001 war Haradas letzte in der 250-cm³-Klasse. Nach acht Pole-Positionen, drei Siegen und insgesamt 13 Podiumsplätzen wurde er hinter seinem Landsmann Daijirō Katō mit 273 Punkten Vizeweltmeister.

### 500-cm³- und MotoGP-Klasse
Im Jahr 1999 fuhr Tetsuya Harada für Aprilia in der 500-cm³-Klasse. Er startete mit fünf Platzierungen unter den ersten Fünf in den ersten zehn Rennen und fuhr in Paul Ricard und Donington Park aufs Podium. Am Saisonende belegte er den zehnten Gesamtrang. In der Saison 2000 war er mit seiner Aprilia nicht mehr konkurrenzfähig und fuhr nur ein einziges Mal unter die besten Zehn. Daraufhin entschloss er sich, wieder in die 250-cm³-Klasse zu wechseln. Im Jahr Saison 2002 wechselte er zum Pramac-Honda-Team in die neu geschaffene MotoGP-Klasse und belegte auf einem Honda-NSR-500-Zweitakter mit 47 Punkten den 17. Rang in der WM-Gesamtwertung. Nach dieser Saison beendete Tetsuya Harada seine aktive Karriere.

## Erfolge
- 1992 – japanischer 250-cm³-Meister
- 1993 – 250-cm³-Weltmeister auf Yamaha
- 1995 – 250-cm³-Vizeweltmeister auf Aprilia
- 2001 – 250-cm³-Vizeweltmeister auf Aprilia
- 17 Grand-Prix-Siege